# یایدهوف
یایدهوف (به آلمانی: Jaidhof) یک منطقهٔ مسکونی در اتریش است که در ناحیه کرمس-لاند واقع شده‌است. یایدهوف ۱٬۱۱۹ نفر جمعیت دارد.